# Amnisties de la guerre d'Algérie
Les amnistie de la guerre d'Algérie sont un ensemble de textes juridiques français (décrets, ordonnances et lois) visant à établir une amnistie en rapport avec les actes commis durant la guerre d'Algérie. Elles sont votées entre les accords d'Évian en 1962 et le premier septennat de François Mitterrand en 1982.

## Histoire
Les premières dispositions juridiques d'amnistie se caractérisent par leur précocité, ainsi que par leur modalité juridique inhabituelle : elles sont accordées par décrets, alors que la tradition républicaine voulait que l'amnistie soit parlementaire. La mesure est prise rapidement conformément aux accords d’Évian, qui reconnaissaient la légitimité du combat des Algériens. La loi du 16 mars 1956 sur les pouvoirs spéciaux du gouvernement pendant les évènements d'Algérie lui permettaient légalement d'amnistier par décrets. Les archives montrent que le gouvernement avait formulé dès janvier 1961 la demande, au service législatif de la direction des Affaires criminelles et des Grâces du ministère de la Justice, de rédiger un texte d’amnistie.
Ces dispositions commencent au moment des accords d’Évian, par deux décrets signés le 22 mars 1962. Le premier est le décret no 62-327 « portant amnistie des infractions commises au titre de l’insurrection algérienne », et le deuxième, le décret no 62-328 « portant amnistie de faits commis dans le cadre des opérations de maintien de l’ordre dirigées contre l’insurrection algérienne »,. Cinq ordonnances sont ensuite publiées au mois d'avril afin de rendre applicables les décrets sus-cités. La mesure permet d'amnistier environ 15 000 personnes en Algérie, et 5 500 en métropole. 
L’amnistie pénale est réalisée par trois lois promulguées le 23 décembre 1964, le 17 juin 1966 et le 31 juillet 1968. Elles réalisent l’amnistie pénale des militants de l’Algérie française et de l’Organisation de l'armée secrète (OAS). La première « port[e] amnistie et autorise la dispense de certaines incapacités et déchéances » et la deuxième « port[e] amnistie d’infractions contre la sûreté de l’État ou commises en relation avec les événements d’Algérie »,.
La dernière amnistie date de 1982, lorsque le président François Mitterrand décide d'en finir avec les « séquelles des événements d’Algérie » en faisant voter une loi sur la révision des carrières des généraux impliqués. La loi est validée en Conseil des ministres puis proposée par Pierre Mauroy à l'Assemblée nationale. Pierre Joxe menace de démissionner si la loi réhabilite les généraux putschistes. Les socialistes modifient la loi pour ajouter un amendement qui permettra d'exclure les généraux putschistes. Michel Charasse s'adresse aux membres socialistes du Sénat pour leur avertir qu'il faut qu'ils suppriment l'amendement. La loi est un échec politique au Parlement du fait de l'opposition du camp socialiste ainsi que celle des gaullistes, qui contraint le gouvernement à passer en force grâce au 49-3, pour la première fois du septennat. Raoul Salan, Edmond Jouhaud, Pierre Bigot, Jacques Faure, Marie-Michel Gouraud, Gustave Mentré, Jean-Louis Nicot et André Petit sont réintégrés dans le cadre de réserve.